# Alsager
Alsager è un paese di 12.578 abitanti della contea del Cheshire, in Inghilterra.